# Черноконецкая Воля
Черноконецкая Воля (укр. Чорнокінецька Воля) — село в Колындянской сельской общине Чортковского района Тернопольской области Украины.
Население по переписи 2001 года составляло 542 человека. Почтовый индекс — 48509. Телефонный код — 3552.